# 眼瞼炎
眼瞼炎又名瞼緣炎，是一种眼睑边缘发炎的眼部疾病。常见症状包括眼睑发红、发痒、结痂。其他症状包括可能眼睛发炎、眼睑肿胀和眼睛干涩。并发症包括可能使睫毛生长方向错误和角膜潰瘍 。
危险因子包括头皮屑、酒糟鼻、油性皮肤和过敏。虽然致病机轉常與细菌过度增生有關，但并不具傳染性。主要分成两类：前部和后部。由眼科检查诊断。
治疗方法一般是定期清洁眼睑。用温水和婴儿洗发劑清洗即可。有时需用抗生素或类固醇眼藥水。虽然預後通常不错，但常常變成长期慢性疾病。
眼瞼炎是常见的眼部疾病。估计每年的發生率约 1%。好發在 50 岁以上，女性比男性多。在美国，眼科醫師會診的患者中约有 40% 有眼瞼炎的症状。